# Anschlag im Pariser Bahnhof Saint-Michel - Notre-Dame

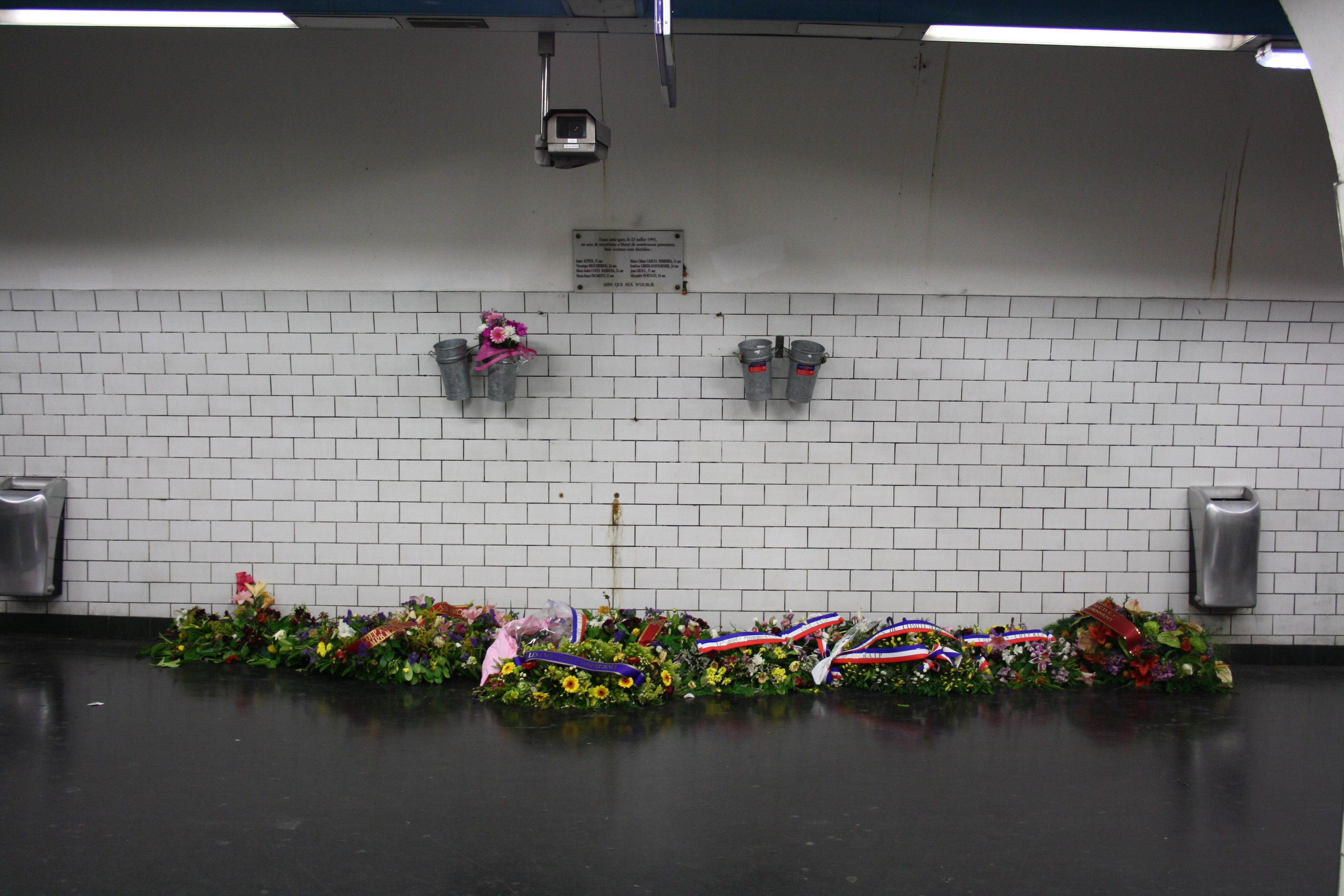
Blumen für die Opfer des Anschlags vor der Gedenktafel zum 16. Jahrestag des Attentats im Juli 2011

Der Anschlag im Pariser Bahnhof Saint-Michel - Notre-Dame war ein Bombenattentat, bei dem am 25. Juli 1995 gegen 17 Uhr – mitten im Berufsverkehr – in einem Zug der Stadtbahnlinie RER B im Bahnhof Saint-Michel - Notre-Dame im Zentrum von Paris eine Bombe explodierte. Bei dem Terroranschlag wurden acht Menschen getötet und 25 Menschen schwer und über 150 Menschen leicht verletzt. Die Tat wurde durch das Terrornetzwerk Groupe Islamique Armé (GIA) verübt. Der Anschlag war der Beginn einer Serie von mehreren Anschlägen in den Jahren 1995 und 1996 in Frankreich.

## Ablauf
Um 17 Uhr explodierte eine im sechsten Wagen eines Zugs unter einem Sitz deponierte improvisierte Bombe. Der Sprengkörper bestand aus einer Gasflasche für Campingzwecke, die mit Schwarzpulver, Nägeln und Bolzen bestückt war und mittels eines Weckers als Zeitverzögerer zur Detonation gebracht wurde.

## Nach dem Anschlag

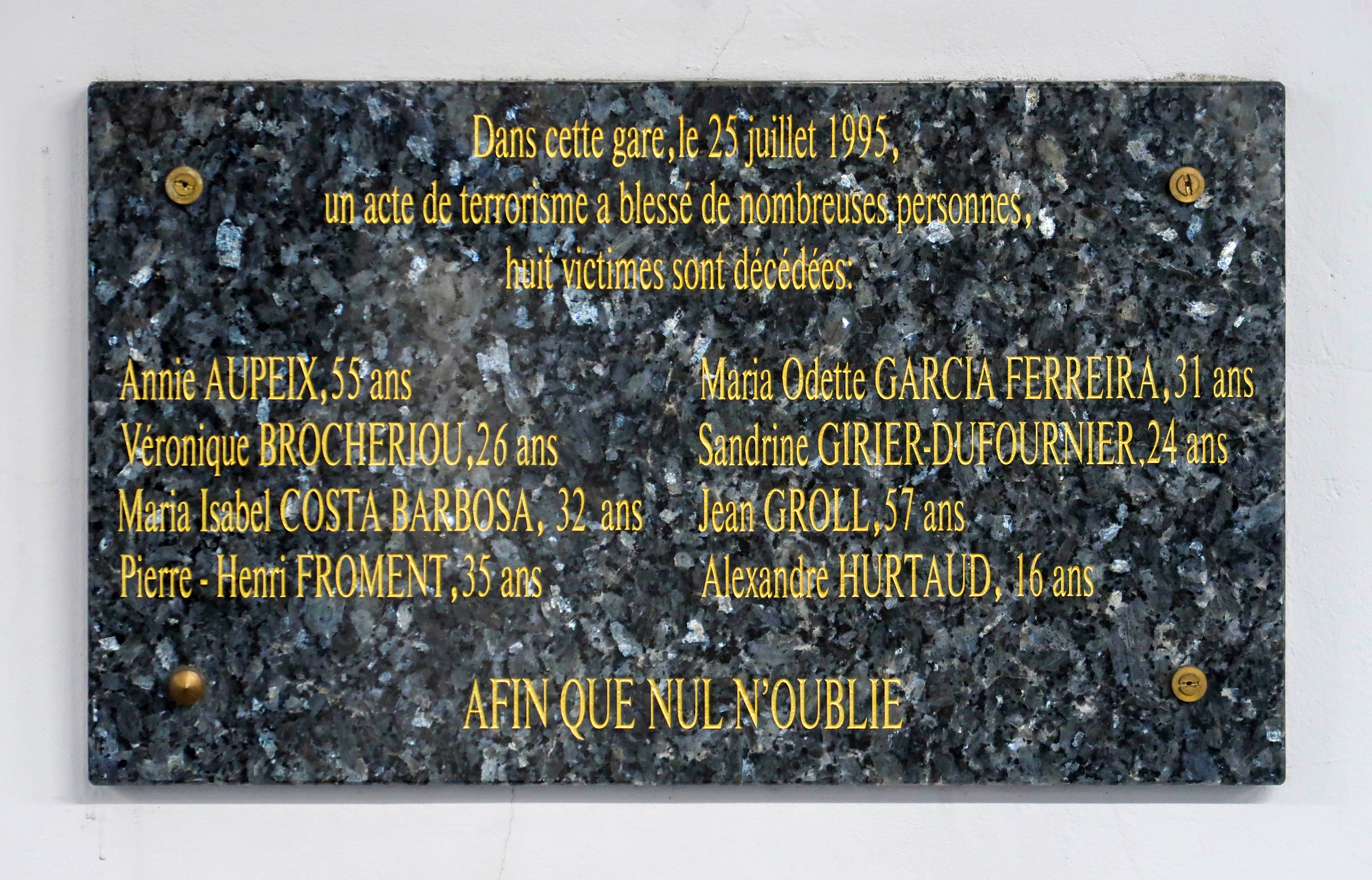
Gedenktafel mit den Namen und dem Alter der Opfer des Anschlags im Juni 2020

Da sich zunächst niemand zum Anschlag bekannte, startete Innenminister Jean-Louis Debré einen Zeugenaufruf und versprach jedem, der die Terroristen identifizieren würde, 1.000.000 Francs. Es wurde festgestellt, dass die improvisierte Bombe aus dem gleichen Material bestand, das auch von der Groupe Islamique Armé verwendet wurde.
Sechs Tage später, am 31. Juli 1995, teilte das Département du renseignement et de la sécurité (DRS), der algerische Geheimdienst, seinem französischen Pendant, der Direction de la surveillance du territoire (DST), mit, dass GIA-Gruppen in Frankreich präsent seien und Anschläge verüben wollten. Eine Zeitlang vermuteten die französischen Behörden, dass diese Gruppen vom DRS ferngesteuert wurden, um eine antiislamistische Reaktion zu provozieren. Am 17. August 1995 explodierte eine ähnliche Bombe in einem Mülleimer und verletzte 17 Menschen, drei davon schwer. Am 19. August wurde über den französischen Botschafter in Algier eine SMS an Jacques Chirac geschickt, die einen Brief erhielt, der von Abu Abderahmane Amine, dem Emir der Groupe Islamique Armé, unterzeichnet war. Er forderte Chirac auf, „zum Islam zu konvertieren und seine Positionen in der Algerienfrage zu überdenken“.
Zwei der Attentäter wurden anhand der Fingerabdrücke auf einer Gasflasche identifiziert, die am 26. August 1995 an der TGV-Bahnstrecke Lyon–Paris in der Nähe von Cailloux-sur-Fontaines nicht explodierte. Khaled Kelkal und Boualem Bensaïd wurden beide identifiziert und namentlich genannt. Trotz der intensiven Verfolgung von Khaled Kelkal kam es Anfang September in Paris noch zu einem Anschlagsversuch und zwei Bombenanschlägen.
Nach seiner Identifizierung wurden in Frankreich rund 170.000 Fahndungsplakate von Kelkal veröffentlicht. Nach zahlreichen falschen Hinweisen wurde er in der Region Lyon gesichtet, wo er am 29. September 1995 von Mitgliedern der Fallschirm-Einsatzstaffel der Gendarmerie nationale (EPIGN) erschossen wurde. Aufgrund einer Telefonnummer, die aus einer Tasche von Kelkal gefunden wurde, verhaftete die Polizei auch Karim Koussa, Boualem Bensaïd und Smaïn Aït Ali Belkacem, die wegen ihrer Beteiligung an den Angriffen vor Gericht gestellt und am 30. Oktober 2002 zu lebenslanger Haft verurteilt wurden. Ali Touchent, der „Mastermind“, wurde 1997 in Algerien getötet; Rachid Ramda, der „Finanzier“, wurde im November 1995 in England verhaftet, doch die französischen Behörden warteten zehn Jahre auf seine Auslieferung, die am 14. Oktober 2005 stattfand.
Zu dem Anschlag bekannte sich schließlich die Groupe Islamique Armé (GIA), eine islamistische Gruppierung, die im Rahmen des algerischen Bürgerkriegs Gewalt- und Gräueltaten verübte und seit Ende 1994 auch in Frankreich aktiv war. 
Nach dem Anschlag wurde der Plan Vigipirate für mehrere Wochen ausgerufen. Dadurch wurden erhöhte Sicherheitsmaßnahmen zum Schutz gegen Terrorismus durchgeführt. Im Nachgang wurden sukzessive Metallbügel unter den Sitzen in den Zügen des Nahverkehrs im Großraum Paris angebracht, um zu verhindern, dass Taschen mit Bomben unter Sitzen versteckt werden können. Ebenfalls wurden nach dem Anschlag Mülleimer entfernt und später durch Gitterkonstruktionen ersetzt, in denen durchsichtige Müllbeutel eingespannt werden, um zu verhindern, dass darin Bomben versteckt werden können.

## Gedenken
Nach dem Anschlag wurde am Ort des Attentats am Zugang zum Bahnsteig des RER B eine Erinnerungstafel mit den Namen und dem Alter der Opfer angebracht. Dort findet alljährlich eine Gedenkveranstaltung mit Blumenniederlegung statt.
Im Jahr 2015, zum 20. Jahrestag der Anschläge wurde eine neue Gedenktafel enthüllt.

## Verarbeitung in der Kultur
Der Anschlag ist Teil einer Szene im Film L'Affaire SK1 von Frédéric Tellier, aus dem Jahr 2014.